# تشارلز أفيري دوريمس
تشارلز أفيري دوريمس (بالإنجليزية: Charles Avery Doremus)‏ هو كيميائي أمريكي، ولد في 6 سبتمبر 1851 في نيويورك في الولايات المتحدة، وتوفي في 2 ديسمبر 1925.

## حياته الشخصية والتعليم
كان تشارلز أفيري دوريمس ابن الكيميائي والفيزيائي روبرت أوغدن دوريمس. تخرّج من كلية مدينة نيويورك عام 1879، وبعد ذلك درس في جامعة لايبتزغ وجامعة هايدلبرغ، حصل على شهادة دكتور في الفلسفة من هايدلبرغ عام 1872.
تزوّج دوريمس من الكاتبة المسرحية [[إليزابيث جونسون وارد] عام 1880، في واشنطن دي سي أنجبا ابنين توفيا في سنّ الطفولة وابنة واحدة. توفي دوريمس عام 1926 عن عمر 74 عاماً في نيويورك.

## العمل
عام 1877، أصبح دورموس أستاذاً للكيمياء وعلم السموم في القسم الطبي في جامعة بافالو، واستمر فيها ختى 1882، إذ أصبح مساعداً لرئيس قسم الكيمياء والفيزياء في كلية مدينة نيويورك. في غضون ذلك، عمل في نيويورك محاضراً في الكيمياء العملية وعلم السموم في مدرسة طب جامعة نيويورك، وأستاذا للكيمياء في الكلية البيطرية الأمريكية. أشرف على تنظيم المختبرات الكيميائية في هذه المؤسسات باستثناء جامعة بافالو.
تخصص دوريموس في الكيمياء الطبية وعلم السموم. استدعي كثيراً إلى المحاكم كخبير في مثل هذه الأمور. عمل كميائياً في جمعية الطب الشرعي، وكان عضواً في الجمعيات الكيميائية في برلين وباريس ونيويورك. كتب العديد من الأوراق العلمية حول الكيمياء الصحية وطرق التحليل، وقد نشرت في الجمعيات التي كان ينتسب لها. ألّف «تقرير عن التصوير الفوتوغرافي» الذي شاركت به الحكومة الأمريكية في معرض أقيم في فيينا عام 1873.
حاز براءات اختراع عملية إزالة عسر المياه، واختراع فرن غازي وإنتاج حمض الهيدروفلوريك واستخراج أكسيد الألومنيوم من الصلصال واستخراج البوتاس من الفلسبار.